# Задужбина „Десанка Максимовић”
Задужбина „Десанкa Максимовић” основана је 19. марта 1993. године, од стране Народне библиотеке Србије, ради стварања услова за трајно очување и неговање успомене на Десанку Максимовић. Задужбина је смештена у просторијама библиотеке, има издавачку продукцију и успостављену Награду „Десанкa Максимовић”.

## Оснивање Задужбине
Након смрти Десанке Максимовић, 11. фебруара 1993, одржана је седница Владе Републике Србије на којој је одлучено да се њеној сахрани да државни карактер и да јој се одају све почасти које из тога произилазе. Том приликом је донета одлука о  оснивању фонда посвећеном Десанки Максимовић. На састанку код потпредседника Владе Србије Душана Михајловића, десет дана након сахране, закључено је да се оснује Задужбина „Десанка Максимовић”. Овом одлуком је за оснивача утврђена Народна библиотека Србије, као и саоснивачи: Министарство просвете, Министарство за науку, Министарство културе, Министарство вера, Универзитет у Београду, Српска академија наука и уметности, Матица српска, СО Ваљево и град Београд.
Просторне, кадровске и техничке услове за рад обезбеђује оснивач, а саоснивачи учествују у раду и делу трошкова области које покривају. СО Ваљево се брине о гробу песникиње и Спомен-комплексу у Бранковину, као и  делу програма који се тамо одвијају. Министарство културе брине о културним програмима, Министарство просвете о програмима за школу и ђаке, а Универзитет, САНУ и Матица српска о стручном и научном раду на изучавању стваралаштва песникиње и критичком издању Целокупних дела.
Међутим, тек у двадесетој години свога постојања, у 2013. години, Задужбина је успела да реши питање оснивача и суоснивача и суштински и правно на најоптималнији начин: Народна библиотека Србије, локална самоуправа у Ваљеву и породица Десанке Максимовић, су регистровани оснивачи.

## Легат Десанке Максимовић
Крајем 2012. године правни наследници Десанке Максимовић уступили су Задужбини песникињину заоставштину која ће убудуће у оквиру Задужбине имати статус и деловати као Легат Десанке Максимовић. Легат садржи: аутографе песама, прве и последње верзије текстова, белешке, концепте, писма песника чије је стихове преводила, позивнице за културне манифестације, за свечаности и пријеме у амбасаде разних држава, писма и разгледнице деце која су је позивала у своју школу или захваљивала на посети, телеграме државних званичника који су јој честитали рођендане и престижне награде које је примила.
Обимна и значајна заоставштвина  је представљена на  великој изложби под називом Оставићу вам једино речи… у Народној библиотеци Србије, која је потом гостовала у неколико градова у земљи и иностранству.

## Награда „Десанка Максимовић“
Убрзо по оснивању Задужбине установљена је Награда „Десанка Максимовић“. Додељује се за укупан допринос српској поезији. Награда се сваке године додељује у Бранковини, у Десанкином завичајном амбијенту, где се, уз учешће школске омладине и грађана Ваљева, одвијају и друге активности у којима учествује Задужбина.
Награду прати  и манифестација Десанкини мајски разговори, у оквиру које се сваке  године организује округли сто посвећен поезији актуелног добитника Награде. Поред тога повремено се организују и научне конференције посвећене стваралаштву Десанке Максимовић.

## Издавачка делатност
Паралелно са доделом Награде у сарадњи са Народном библиотеком Србије покренута је посебна едиција Награда Десанка Максимовић у којој се сваке године објављују збирке песама добитника. Том едицијом успоставља се чврста линија аутопоетичке свести најзначајнијих и најугледнијих представника српске поезије. Осим тога, од значаја је Библиографија издања Задужбине „Десанка Максимовић“, ауторки Бранкице Ресан и Мирјане Станишић. Обухвата библиографски попис књига које су издате од 1993. године до данас.